# Phonolite
La (ou le) phonolite, ou phonolithe, est une roche magmatique volcanique à structure microlithique fluidale. De couleur grise à verdâtre, ou très sombre dans le cas des phonolites noires du Teide (Tenerife), elle est composée de feldspath, de feldspathoïde et d'une pâte de verre peu abondante. La phonolite se débite en dalles.

## Propriétés et utilisations
Les phonolites se caractérisent par une teneur modérée à élevée en silice, des concentrations élevées en métaux alcalins (K, Na) et peuvent présenter un enrichissement en terres rares.
En raison de sa microstructure et de sa texture minérale particulière, dite phonolitique, caractérisée par l'arrangement imbriqué de cristaux à grains fins, cette roche magmatique émet un son caractéristique, clair et presque métallique, quand on frappe une dalle avec un marteau. C'est cette propriété qui lui a donné son nom (composé du préfixe -phone, du grec ancien φωνή, phônê, « son », et du suffixe litho-, du grec ancien λίθος, lithos, « pierre » : la pierre à son). On rencontre parfois deux variantes orthographiques (phonolithe et phonolite) avec ou sans la lettre h du suffixe litho. 
En outre, la phonolite transmet et réfléchit très bien les ondes sonores : les voûtes construites en phonolite de la salle de l'écho de l'abbaye de la Chaise-Dieu auraient permis de confesser les lépreux à 8-10 mètres de distance, mais cette explication est discutée. Cela reste pour les curieux une expérience étonnante : un chuchotement reste parfaitement audible, même pour une personne située à l'opposé de la salle. Il existe également une phonolite à grenats, pierre rare qui existe dans l'archipel des Marquises (sur l'île d'Ua Pou seulement), au Brésil, en Éthiopie et dans le Massif central.
Les dalles de phonolite peuvent être utilisées comme lauzes, pour couvrir les toitures des maisons, notamment dans le Massif central. La phonolite à grenats est transformée en sculptures, notamment sur l'île de Ua Pou en Océanie, aux îles Marquises. La phonolithe a été utilisée comme lithophone dès le Néolithique : des lithophones cylindriques subsahariens conservés au musée de l'Homme (Paris, France) seraient les plus anciens lithophones manufacturés connus. Il s'agit de vingt-trois monolithes cylindriques d'environ quatre-vingts centimètres à un mètre de long dont l'analyse morphologique a révélé les propriétés acoustiques. Le 22 mars 2014, des percussionnistes de l’Orchestre national de France les ont utilisés pour un concert au Jardin des plantes de Paris,.

## Gisements
- Les roches Tuilière et Sanadoire (Puy-de-Dôme).
- Le puy Griou (Cantal).
- Le mont Gerbier-de-Jonc (source de la Loire) et le Mont Mézenc.
- La coulée de Bort-les-Orgues, dans la vallée de la Dordogne.
- Devils Tower (États-Unis).
- Île de Ua Pou, vallées de Hohoi, de Hakatao et de Hakahetau (archipel des Marquises)[3].
- Brésil
- L’Adrar Iktebine, dans le désert du Ténéré (voir La Montagne aux écritures de Roger Frison-Roche).

## Galerie

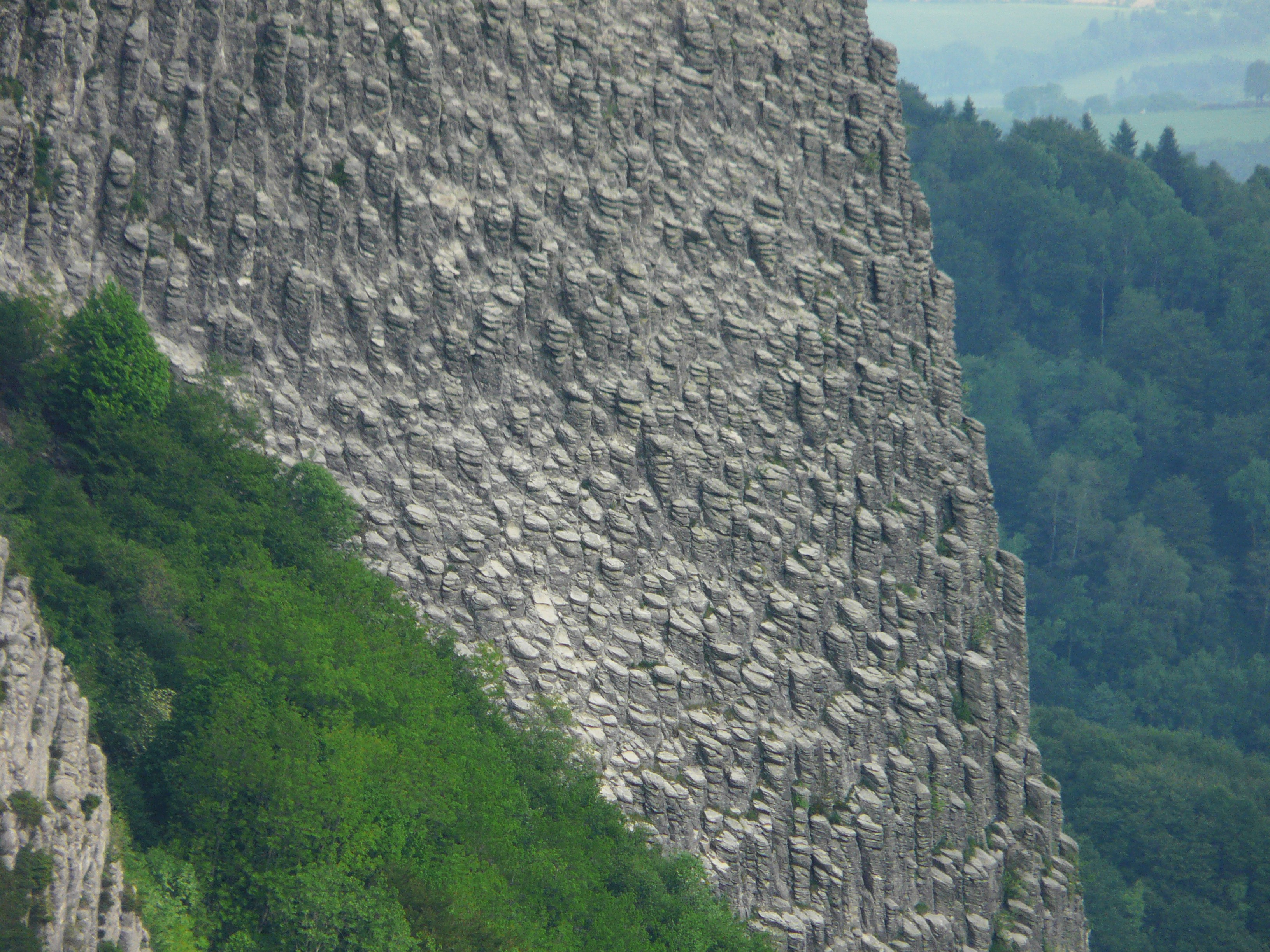
Orgues de la Roche Tuilière (Puy-de-Dôme).
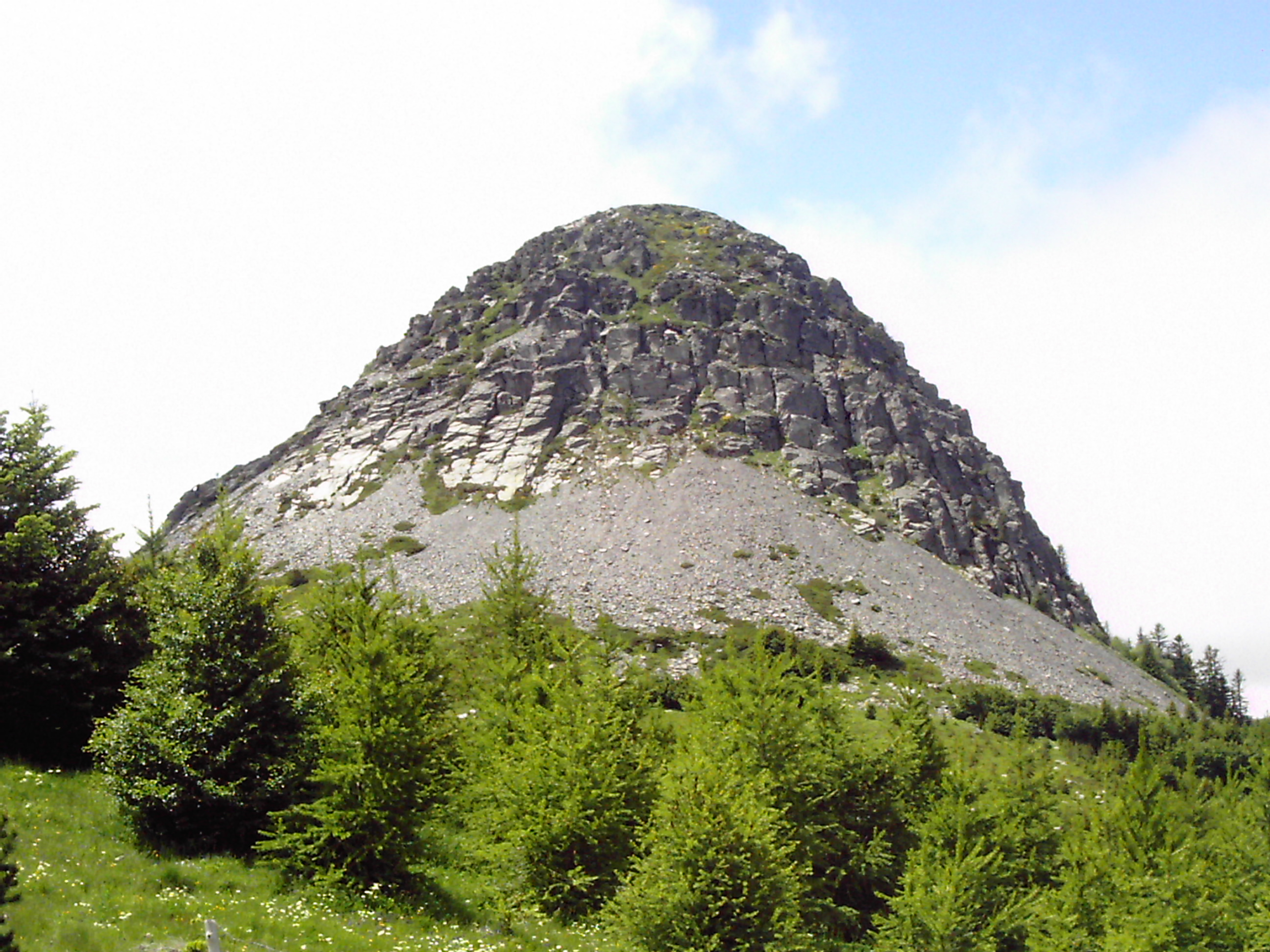
Mont Gerbier-de-Jonc.
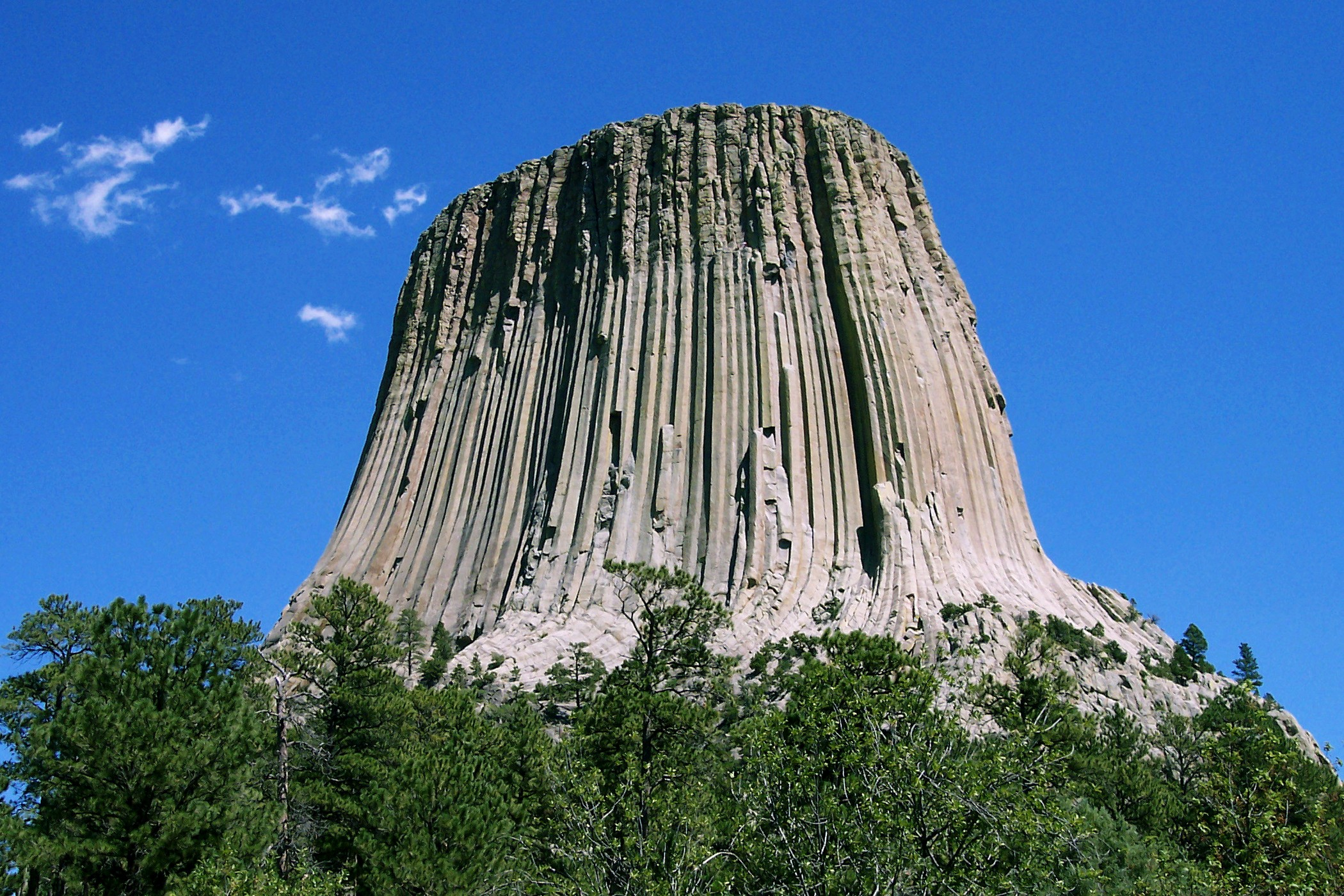
Devils Tower (États-Unis).